# ناتان (پیامبر)

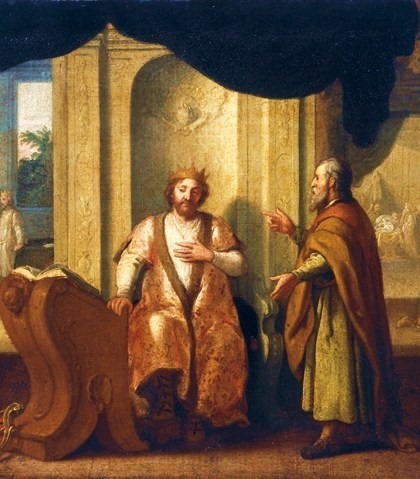
ناتان و داوود از ماتیاس شاتز

ناتان (عبری: נָתַן‎) از پیامبران تنخ است که سرگذشت و اعمال او در کتب سموئیل، پادشاهان و تواریخ توصیف شده‌است. زمانی که داوود با بث‌شبع همسر اوریای حتی زنا کرد و بث‌شبع باردار شد، یهوه ناتان را نزد داوود فرستاد تا او را سرزنش کند و به او خبر بدهد که فرزندی که در رحم بث‌شبع است خواهد مرد و خانواده‌اش درگیر جنگ خواهد شد. ناتان داستانی خیالی دربارهٔ مردی فقیر و مردی ثروتمند را برای داوود تعریف کرد تا او دربارهٔ آنان قضاوت کند، در حالی که داوود نمی‌دانست در حال قضاوت خود است. داستان از این قرار بود که مرد فقیر بره‌ای داشت که چون دخترش آن را دوست می‌داشت اما مردی ثروتمند بره را دزدید و کباب کرد. داوود گفت که مرد باید هفت برابر خسارت پرداخت کند. ناتان پاسخ داد: «آن مرد تو هستی!»
در دوران پیری داوود ناتان با بث‌شبع همکاری کرد و آنان با کمک یکدیگر داوود را فریب دادند تا آدونیا که وارث برحق سلطنت بود را کنار بگذارد و سلیمان را به عنوان ولیعهد خود انتخاب کند و داوود پذیرفت. تنخ همچنین مدعی است ناتان تاریخ سلطنت داوود و سلیمان را نوشته‌است.